# 李宏 (1966年)
李宏（1966年8月—），男，汉族，湖南湘乡人，中共党员，二级教授。现任湖北师范大学党委书记。

## 经历
曾任湖北理工学院党委副书记、校长。
2014年12月9日至2022年8月16日，担任湖北师范大学党委副书记、校长。
2022年7月28日，升任湖北师范大学党委书记。